# Llista de topònims de Preixens
Llista de topònims (noms propis de lloc) del municipi de Preixens, a la Noguera
Informació actualitzada per un bot. Els canvis manuals es perdran quan s'actualitzi!

## castell
| imatge | Nom                       | Ubicat a | instància de | Detalls                                         | coordenades                                                                                  | Protecció                                            | Commons (més fotos)           | Dades a WD                    |
| ------ | ------------------------- | -------- | ------------ | ----------------------------------------------- | -------------------------------------------------------------------------------------------- | ---------------------------------------------------- | ----------------------------- | ----------------------------- |
|        | Castell de Pradell de Sió | Preixens | castell      | Estil: arquitectura popular arquitectura gòtica | 41° 47′ 51″ N, 1° 01′ 44″ E / 41.797425°N,1.02899°E                                          | bé cultural d'interès nacional                       | Castell de Pradell (Preixens) | Modifica les dades a Wikidata |
|        | castell de Preixens       | Preixens | castell      | Estil: gòtic tardà 16th century                 | 41° 47′ 40″ N, 1° 03′ 03″ E / 41.7945722222°N,1.05093888889°E ca:Carrer del Castell 326 msnm | bé d'interès cultural bé cultural d'interès nacional | Castell de Preixens           | Modifica les dades a Wikidata |

## entitat singular de població
| imatge | Nom          | Ubicat a | instància de                                   | Detalls | coordenades                                                                | Protecció | Commons (més fotos) | Dades a WD                    |
| ------ | ------------ | -------- | ---------------------------------------------- | ------- | -------------------------------------------------------------------------- | --------- | ------------------- | ----------------------------- |
|        | Pradell      | Preixens | entitat singular de població                   | 118 hab | 41° 47′ 49″ N, 1° 01′ 44″ E / 41.796869444444°N,1.0289111111111°E 312 msnm |           | Pradell (Preixens)  | Modifica les dades a Wikidata |
|        | Preixens     | Preixens | entitat singular de població capital municipal | 191 hab | 41° 47′ 47″ N, 1° 03′ 02″ E / 41.7964°N,1.05057°E 326 msnm                 |           |                     | Modifica les dades a Wikidata |
|        | les Ventoses | Preixens | entitat singular de població                   | 81 hab  | 41° 47′ 47″ N, 1° 00′ 44″ E / 41.79638889°N,1.01222222°E 323 msnm          |           | Les Ventoses        | Modifica les dades a Wikidata |

## església
| imatge | Nom                            | Ubicat a | instància de | Detalls                                           | coordenades                                                   | Protecció                                  | Commons (més fotos)                   | Dades a WD                    |
| ------ | ------------------------------ | -------- | ------------ | ------------------------------------------------- | ------------------------------------------------------------- | ------------------------------------------ | ------------------------------------- | ----------------------------- |
|        | Mare de Déu de la Gorga        | Preixens | església     | Estil: arquitectura romànica arquitectura barroca | 41° 49′ 16″ N, 1° 04′ 38″ E / 41.821243°N,1.077226°E 370 msnm | bé integrant del patrimoni cultural català | Mare de Déu de la Gorga               | Modifica les dades a Wikidata |
|        | Sant Pere de Preixens          | Preixens | església     | Estil: arquitectura neoclàssica                   | 41° 47′ 38″ N, 1° 03′ 04″ E / 41.794°N,1.051117°E             | bé cultural d'interès local                | Sant Pere de Preixens                 | Modifica les dades a Wikidata |
|        | Sant Pere de les Ventoses      | Preixens | església     |                                                   | 41° 47′ 47″ N, 1° 00′ 45″ E / 41.796391°N,1.012591°E 665 msnm | bé cultural d'interès local                | Església de Sant Pere de les Ventoses | Modifica les dades a Wikidata |
|        | església parroquial de Pradell | Preixens | església     | Estil: arquitectura popular                       | 41° 47′ 51″ N, 1° 01′ 45″ E / 41.797406°N,1.029249°E          | bé cultural d'interès local                |                                       | Modifica les dades a Wikidata |

## masia
| imatge | Nom           | Ubicat a | instància de | Detalls | coordenades                                                         | Protecció | Commons (més fotos) | Dades a WD                    |
| ------ | ------------- | -------- | ------------ | ------- | ------------------------------------------------------------------- | --------- | ------------------- | ----------------------------- |
|        | Cal Segarrenc | Preixens | masia        |         | 41° 48′ 47″ N, 1° 04′ 06″ E / 41.8130656782137°N,1.06834331856958°E |           |                     | Modifica les dades a Wikidata |
|        | Mas Bartomeu  | Preixens | masia        |         | 41° 48′ 03″ N, 1° 03′ 18″ E / 41.800893312534°N,1.0549185242535°E   |           |                     | Modifica les dades a Wikidata |
|        | Mas Trepat    | Preixens | masia        |         | 41° 49′ 03″ N, 1° 02′ 05″ E / 41.8176°N,1.03476°E 332 msnm          |           | Mas Trepat          | Modifica les dades a Wikidata |
|        | Masia del Sot | Pradell  | masia        |         | 41° 47′ 39″ N, 1° 01′ 32″ E / 41.7943°N,1.02549°E 295 msnm          |           |                     | Modifica les dades a Wikidata |

## molí d'aigua
| imatge | Nom               | Ubicat a | instància de | Detalls                     | coordenades                                          | Protecció                                  | Commons (més fotos) | Dades a WD                    |
| ------ | ----------------- | -------- | ------------ | --------------------------- | ---------------------------------------------------- | ------------------------------------------ | ------------------- | ----------------------------- |
|        | Molí de Ventosses | Preixens | molí d'aigua | Estil: arquitectura popular | 41° 47′ 42″ N, 1° 00′ 42″ E / 41.794981°N,1.011726°E | bé integrant del patrimoni cultural català |                     | Modifica les dades a Wikidata |
|        | Molí del Grau     | Preixens | molí d'aigua | Estil: arquitectura popular | 41° 47′ 37″ N, 1° 03′ 03″ E / 41.793605°N,1.050845°E | bé integrant del patrimoni cultural català |                     | Modifica les dades a Wikidata |

## muntanya
| imatge | Nom        | Ubicat a | instància de | Detalls | coordenades                                                     | Protecció | Commons (més fotos) | Dades a WD                    |
| ------ | ---------- | -------- | ------------ | ------- | --------------------------------------------------------------- | --------- | ------------------- | ----------------------------- |
|        | Sallents   | Preixens | muntanya     |         | 41° 47′ 37″ N, 1° 03′ 24″ E / 41.793648°N,1.056788°E 341.7 msnm |           |                     | Modifica les dades a Wikidata |
|        | les Serres | Preixens | muntanya     |         | 41° 47′ 00″ N, 1° 01′ 00″ E / 41.78333°N,1.01667°E              |           |                     | Modifica les dades a Wikidata |

## Misc
| imatge | Nom                           | Ubicat a                                     | instància de      | Detalls                         | coordenades | Protecció                   | Commons (més fotos)     | Dades a WD                    |
| ------ | ----------------------------- | -------------------------------------------- | ----------------- | ------------------------------- | --- | --------------------------- | ----------------------- | ----------------------------- |
|        | Muralla de les Ventoses       | Preixens                                     | muralla urbana    | 12nd century                    | 41° 47′ 46″ N, 1° 00′ 45″ E / 41.796244°N,1.012405°E ca:Les Ventoses                                                               | bé cultural d'interès local | Muralla de les Ventoses | Modifica les dades a Wikidata |
|        | Sellens                       | Preixens                                     | vèrtex geodèsic   | Alt: 1.2m                       | 41° 47′ 37″ N, 1° 03′ 24″ E / 41.793635°N,1.056791°E 343.706 msnm                                                                  |                             |                         | Modifica les dades a Wikidata |
|        | Sió                           | Segarra Noguera Urgell                       | curs d'aigua      | Desemboca: Segre Llarg: 77km    | 41° 41′ 12″ N, 1° 23′ 30″ E / 41.68653°N,1.3916069444444443°E 41° 48′ 04″ N, 0° 48′ 38″ E / 41.80124°N,0.8105361111111111°E        |                             | Sió River               | Modifica les dades a Wikidata |
|        | canal d'Urgell                | Noguera Urgell Pla d'Urgell Garrigues Segrià | canal de reg      | Desemboca: Segre Llarg: 144.2km | 41° 55′ 47″ N, 1° 09′ 50″ E / 41.92977111111111°N,1.16391°E 41° 34′ 27″ N, 0° 34′ 37″ E / 41.57407111111111°N,0.5769580555555556°E |                             | Canal d'Urgell          | Modifica les dades a Wikidata |
|        | casa consistorial de Preixens | Preixens                                     | casa consistorial |                                 | 41° 47′ 35″ N, 1° 02′ 54″ E / 41.7931535°N,1.0483973°E                                                                             |                             |                         | Modifica les dades a Wikidata |